# Pizzo Lucendro
Pizzo Lucendro – szczyt w Alpach Lepontyńskich, części Alp Zachodnich. Leży w Szwajcarii w kantonie Ticino. Należy do podgrupy Alpy Monte Leone – Świętego Gotarda. Można go zdobyć ze schroniska  Rotondohütte (2569 m).